# Eugent Bushpepa
Eugent Bushpepa (Rrëshen, Albânia, 2 de julho de 1983), mais conhecido simplesmente por Gent Bushpepa é um cantor albanês que representou o seu país, a Albânia, no Festival Eurovisão da Canção em 2018, com a canção "Mall".

## Biografia
Eugent começou a cantar desde tenra idade e, depois de terminar o ensino secundário, deixou a Albânia por alguns anos e mudou-se para a Itália. Em 2006, voltou para a Albânia e começou a trabalhar como cantor num programa de entrevistas no Top Channel, canal comercial albanês.
A sua carreira começou em 2006, com a publicação da música de rock "Maska e Madheshtise" por ocasião da sua participação na quarta edição do Top Fest. Na mesma competição, tocou a música "Engjell", com a banda de rock Sunrise. Após o sucesso da sua estreia, continuou a participar noutras competições musicais e a trabalhar em novos gêneros musicais. Também colaborou com vários artistas albaneses como Rovena Dilo, Andos e Gledi Mikerezi.
Em março de 2007, Bushpepa e sua banda apoiaram a banda de rock Deep Purple durante o seu concerto em Albânia como parte da turnê Rapture of the Deep.
Em 2009, houve alguns rumores sobre a entrada de Bushpepa na banda de metal italiana Seven Gates. Também foi dito que ele seria o novo cantor de seu álbum, "Betrayer". Mas esses rumores nunca foram confirmados e Bushpepa nunca foi acreditado.
Em 2011, a sua carreira internacional intensificou-se quando foi convidado a ser, junto com sua banda, o grupo de apoio para o concerto em Tirana de Duff McKagan na sua turnê Loaded. Em agosto de 2013, durante o tradicional Oktoberfest em Korçë, Bushpepa tocou com Ron "Bumblefoot" Thal, guitarrista da Guns N 'Roses. Em 2014, Eugent juntou-se à banda Darkology como vocalista na tournê da banda. A banda apoiou os Overkill na sua turnê europeia Kill Fest 2014.
Em 2017, na 56ª edição do Festivali i Këngës, uma das competições musicais mais conhecidas em Albânia, Eugent sagrou-se vencedor com a canção "Mall", ganhando assim o direito de representar o seu país no Festival Eurovisão da Canção 2018, realizado em Lisboa, Portugal.

## Discografia

### Singles
- 2007 - Maska e Madheshtise
- 2007 - Engjell (feat. Sunrise)
- 2008 - Enderr Reale (feat. Gledis)
- 2008 - S`jam balade (feat. Rovena Dilo)
- 2009 - Stine Dreqi
- 2011 - Rebel pa Hije
- 2012 - Udhetari
- 2013 - Viktime
- 2013 - Adrenalina/Addiction (feat. Andos)
- 2014 - Ishull i Mallkuar
- 2015 - Prane Finishit
- 2017 - Mall